# Спокон
Спокон (яп. スポ根 супокон), сокр. от スポーツ [супо: цу] «спорт» + 根性 [кондзё:] «сила воли») — жанр аниме и манги, рассказывающий о спортивных достижениях, совершённых благодаря стремлению к победе. Главными героями спокона являются молодые спортсмены, талантливые, целеустремлённые и твердые духом, а сюжет описывает их становление, победы над трудностями, спортивную карьеру, борьбу с соперниками и будни. Кульминационным моментом сюжета становятся какие-либо важные соревнования.
Манга в этом жанре, как правило, рассчитана на детскую или юношескую аудиторию (сёнэн) и публикуется в таких сёнэн-журналах, как Shonen Jump. Впрочем, встречается и сёдзё-манга о спорте. В сёнэн-манге упор делается на грандиозных спортивных достижениях и юморе, в сёдзё — на романтических отношениях героини с другими персонажами и эмоциональных трудностях. По статистике, 60 % манги для детей — это спортивная манга. Чрезвычайно популярный в Японии, за рубежом спокон менее известен.
Чаще всего описывается один из популярных в Японии видов спорта: бейсбол (или его разновидность: софтбол), волейбол, бокс, плавание, сёги, различные единоборства. По содержанию спокон-манги можно составить представление о популярных в Японии командах и видах спорта, а также о современной молодёжной культуре. Эстетические и сюжетные каноны спокона впоследствии нашли отражение в произведениях на другую тематику, в частности, в кулинарных аниме. Например, Yakitate!! Japan юмористически переосмысливает жанр, представляя героя, мечтающего стать лучшим булочником в Японии.

## История
Интерес к спорту в японской культуре возник в 1964 году после успехов сборной страны на Олимпиаде в Токио. На этих соревнованиях Япония завоевала 16 золотых медалей, что послужило причиной роста увлечения спортом и появления особого жанра аниме и манги — спокона. На этот же период приходится развитие манги, которая публикуется в специальных еженедельных или ежемесячных журналах, самый известный из которых, Shonen Magazine, набирает популярность в октябре того же года.
Один из основателей и популяризаторов жанра, Такамори Асао (использовавший также псевдонимы Такамори Асаки и Икки Кадзивара) заложил данные основы в своих произведениях «Завтрашний Джо», выходившем с 1967 по 1971 годы, и «Звезда Гигантов», который издавался с 1966 по 1971 годы.
Первым спокон-аниме стал Mach Go Go Go, выпущенный студией «Тацуноко» в 1967 году и известный российскому зрителю как «Спиди-гонщик». Традицию жанра продолжил режиссёр-мультипликатор Осаму Дэдзаки: его работы «Завтрашний Джо» (Ashita no Joe), 1970—1971) о боксе и Ace wo Nerae! (1973—1974) о большом теннисе, имели большую популярность.
Вторым спортивным сериалом стал вышедший на месяц позднее Animal 1 (1968) о борьбе студии Mushi Productions, также созданный Нобору Кавасаки. В 1968 году выходит первый спортивный сериал, посвященный бейсболу, самой популярной японской игре того времени, «Звезда Гигантов» (Kyojin no Hoshi, 1968—1971), а в 1969-м —  Attack No. 1, адаптация волейбольной манги Тикако Урано, первый спортивный сериал, специально снятый для женской аудитории. Attack No. 1, по мотивам которого было снято четыре полнометражных анимационных фильма, также породил целый поджанр сёдзё-спокона. Ту же тематику, но в другом окружении, позднее развили создатели Ace wo Nerae!, Yawara! и научно-фантастического аниме Battle Athletes Daiundoukai. В 1997 году персонажи Attack No. 1 вернулись в Ashita e Attack.
В Slow Step (1986—1991) Мицуру Адати впервые появился антигерой, чьи отрицательные качества искореняет любовь к спорту и спортивный талант.
В 1970—1971 по Nippon Television начал трансляцию первый сериал о футболе — Akakichi no Eleven. Наиболее известным произведением о футболе стала продолжительная манга Captain Tsubasa (1981–1988). Несмотря на то, что в начале 1980-х лишь 4 % японцев увлекались футболом, рейтинги Captain Tsubasa в еженедельном журнале Shonen Jump были сравнимы с посвящённой боевым искусствам Fist of the North Star. Captain Tsubasa был популярен не только у юношей, но и у девушек — Минами Одзаки прославилась любительским комиксом «Желание обладать» (Dokusen yoku) по мотивам этого сериала.
Уже в 1980-х гг. жанр начинает переосмысляться. В 1985 году появляется аниме-сериал о молодых бейсболистах «Касание» (Touch, 1985—1987) по манге Мицуру Адати, который сочетал в себе ярко выраженные черты романтики и спортивного жанра. С 1989 года и по настоящее время выпускается самая продолжительная манга в жанре спокон Hajime no Ippo Джорджа Морикавы, одно из наиболее известных произведений спортивной направленности.
В 1993 году в Японии появилась профессиональная футбольная лига, что было использовано в манге Shoot! (1990—2003), Ganbare! Kickers (1986—1987), Ashita e Free Kick (1992). В том же году вышло одно из самых известных спортивных аниме «Рубящий удар» (Slam Dunk, 1993—1996) студии «Тоэй дога» по мотивам манги Такэхико Иноуэ. В 1999 году начала публиковаться манга Юми Хотты и Такэси Обаты «Хикару и го», и хотя мангу и снятое по ней аниме относят к жанру спокона, произведение включает в себя элементы фэнтези.
С 2010-х гг. наблюдается новый всплеск интереса к жанру: появляется большое число аниме и манги, которые пользуются огромной популярностью. Среди наиболее известных произведений Kuroko no Basuke Тадатоси Фудзимаки, Haikyu!! Харуити Фурудатэ, Yuri!!! on Ice, SK8 the Infinity и др.

## Особенности жанра
В основе жанра спокона, как и практически большинства жанров аниме, особенно сёнэна, лежит путь героя к достижению цели, его напряжённая борьба и выдержка. Отличие спокона состоит в акценте на атлетическом развитии героя и его физических способностей, а также в донесении мыслей о том, что старание и упорство в достижении целей гораздо важнее, чем победа. Спокон учит своих читателей и зрителей тому, как люди должны работать вместе, чтобы достичь общих целей (например, победы в национальном чемпионате), и как игроки должны улучшать свои собственные навыки и умения внутри команды для достижения этих целей. Существующие шаблоны характеров персонажей и сюжетных поворотов, акцент на одних и тех же качествах (упорство, воля к победе, командный дух и т. д.), простота образов героев, усиленная их визуальной составляющей, понятные даже не посвящённым в спортивную тему, отсутствие новой интерпретации сферы молодежного спорта и взаимоотношений команды и спортсменов позволяют отнести большую часть произведений в жанре спокон к китчу, согласно определению Томаша Кулки.
В основном, спокон ориентируется на мужскую подростковую аудиторию, поэтому большая часть произведений посвящена юношеским командам и спортсменам, девушки же чаще всего появляются в сюжете в качестве «менеджеров команды». Хорошим примером менеджера спортивной команды является Фудзивара Такако из аниме Ace of Diamond — она следит за тем, чтобы команда на практике соблюдала все правила, помогает убирать бейсбольное поле после тренировок и игр и даже стирает униформу спортсменов.
Спокон отличается настоящей погруженностью в тему того или иного вида спорта, наполненностью произведений полезной информацией о спорте. Показательным примером является манга и аниме Haikyu!!, посвящённая волейболу. Haikyuu! был создан при участии фанатов данного вида спорта и изобилует реальными правилами игры, техниками и приемами из неё, а также включает в себя сведения по истории волейбола. Другое произведение, Hajime no Ippo («Первый шаг») рассказывает о боксе, включая существующие боксёрские техники. Показательным примером влияния спокона является тот факт, что благодаря Hajime no Ippo приём «Солнышко Демпси», которым неоднократно пользовался главный герой аниме Иппо Макуноити, стал повсеместно знаменитым. Yuri!!! on Ice демонстрирует не только техники фигурного катания, но и необходимую для их выполнения координацию и динамику, а All Out!!! показывает, какое телосложение нужно для игры в регби, а также ритм игры, позиции и функции участников команды.